# Shafiqa Quraishi
Shafiqa Quraishi (XX secolo) è un'attivista afghana per i diritti delle donne.

## Biografia
Dal 2010 è colonnello di polizia e direttrice del dipartimento di diritti umani, dell'infanzia e di genere presso il ministero dell'interno dell'Afghanistan. Ha fondato e guidato un gruppo di lavoro sulla Strategia nazionale di reclutamento di genere afghano, con l'obiettivo di far lavorare 5.000 donne presso il ministero dell'interno e migliorare i servizi erogati dallo stesso dicastero nei confronti delle donne afghane. Ha anche lavorato per garantire maggiori benefici per le donne che lavorano come l'assistenza all'infanzia, l'assistenza sanitaria, l'assistenza alla maternità, la sicurezza e la formazione professionale. È riuscita a ottenere promozioni per le donne che lavorano nella polizia nazionale afghana che erano state ingiustamente ignorate per anni. Dal 2011 è la poliziotta più anziana dell'Afghanistan.
Quraishi ha interrotto il suo lavoro durante il governo talebano in Afghanistan dalla metà degli anni '90 fino al 2001.
Ha ricevuto nel 2010 il premio International Women of Courage.